# Szőke Amália
Szőke Amália (Balázsfalva, 1929. február 14. – Helsinki, 2008. szeptember 16.) erdélyi magyar geológiai, művelődéstörténeti szakíró, műfordító.

## Életútja, munkássága
Középiskoláit 1940–44 között a nagyszebeni Ferences rendi zárdában, 1946–49-ben a székelyudvarhelyi Tanítóképzőben végezte, 1949–53 között a kolozsvári Bolyai Tudományegyetemen földtan–földrajz szakos diplomát szerzett. 1953–57 között akadémiai aspiráns Bukarestben, 1958-ban elnyerte a geológia- és ásványtudományok kandidátusa címet, 1967-ben a Román Akadémia a geológia- és ásványtudományok doktorává avatta.
1953-tól 1970-ig a bukaresti Geológia–Földrajz Intézet tudományos kutatója, 1970–74 között főkutatója, 1974–76-ban a bukaresti Geológiai és Geofizikai Intézet főkutatója. 1976-ban Finnországba ment férjhez. 1982-ben a Finn Irodalmi Társaság műfordítói ösztöndíjban részesítette.
Tudományos kutatóként főleg a Keleti-Kárpátokban (Borsabánya, Nagybánya környéke, Hargita-hegység, Olt völgye, Radnai-havasok) végzett kőzetelemzéseit román nyelven 1960-tól a Studii şi Cercetări de Geologie a Academiei RPR, a Progresele Ştiinţei, a Buletinul Geologic, magyarul a Földtani Közlemények, franciául az Acta Geologica Hungarica közölte; ez utóbbiban látott napvilágot 1965-ben legjelentősebb munkája: Pétrographie du massif subvolcanique de Tororoaga (Carpathes Orientales, R. S. Roumanie).

Népszerűsítő írásait az Előre, A Hét és az Igaz Szó, Finnországból hazaküldött novella- és versfordításait A Hét (1980/7), az Igaz Szó (1982/3) és az Igazság (1982), valamint számos magyarországi lap közölte.
Hátrahagyott értékes kéziratai a finn állam tulajdonába kerültek.

## Kötetei
- Regiunea Tororoaga–Baia Borşa. Studiu geologic, paleografic, mineralogic şi geochimic (társszerző Liviu Steclaci, Bukarest, 1962)
- Erdély és Fennoskandia 1576–1945 (az erdélyi magyarok és a finnek közötti diplomáciai, katonai és művelődési kapcsolatokról, Kolozsvár, 1995)